# Liste der Gebietsänderungen in Nordrhein-Westfalen vor 1966
Die Liste der Gebietsänderungen in Nordrhein-Westfalen vor 1966 enthält wichtige Änderungen der Gemeindegebiete des Landes Nordrhein-Westfalen in der Zeit vom 23. August 1946 (Gründung des Landes) bis zum 31. Dezember 1965. Dazu zählen unter anderem Zusammenschlüsse und Trennungen von Gemeinden, Eingliederungen von Gemeinden in eine andere, Änderungen des Gemeindenamens und größere Umgliederungen von Teilen einer Gemeinde in eine andere.

## Legende
- Datum: juristisches Wirkungsdatum der Gebietsänderung
- Gemeinde vor der Änderung: Gemeinde vor der Gebietsänderung
- Maßnahme: Art der Änderung
- Gemeinde nach der Änderung: Gemeinde nach der Gebietsänderung
- Kreis: Kreis der Gemeinde nach der Gebietsänderung
- OT: Ortsteil

Die Sortierung erfolgt chronologisch: Datum, kreisfreie Städte, Landkreise, aufnehmende oder neu gebildete Gemeinde. Heute noch bestehende Gemeinden sind farbig unterlegt.

## Liste
| Datum      | Gemeinde vor der Änderung | Maßnahme | Gemeinde nach der Änderung | Landkreis |
| ---------- | --- | --- | --- | --- |
| 01.04.1947 | Kirchspiel Gemen Gebietsteile Hoxfeld Gebietsteile                                                                                      | Umgliederung | Borken | Borken |
| 01.04.1947 | Borken Gebietsteile | Umgliederung | Hoxfeld | Borken |
| 09.01.1948 | Kaan | Namensänderung | Kaan-Marienborn | Siegen |
| 01.04.1949 | Aachen OT Bildchen | Umgliederung | Bildchen, Belgien | |
| 01.04.1949 | Kalterherberg Teile von Kalterherberg und Leykaul                                                                                       | Umgliederung | Kalterherberg, Belgien | |
| 01.04.1949 | Lammersdorf Gebietsteile | Umgliederung | Eupen, Belgien | |
| 01.04.1949 | Losheim Gebietsteile Udenbreth Gebietsteile                                                                                             | Umgliederung | Manderfeld, Belgien | |
| 01.04.1949 | Aachen aus OT Lichtenbusch | Umgliederung | Raeren, Belgien | |
| 01.04.1949 | Milspe Voerde | Zusammenschluss | Ennepetal | Ennepe-Ruhr-Kreis |
| 23.04.1949 | Suderwick (49 ha) | Umgliederung | Dinxperlo, Niederlande | |
| 23.04.1949 | Elten | Umgliederung | Drostambt Elten, Niederlande | |
| 23.04.1949 | Havert Hillensberg Höngen Millen Süsterseel Tüddern Wehr                                                                                | Umgliederung | Drostambt Tudderen, Niederlande | |
| 23.04.1949 | Wyler (125 ha) OT Wylerberg | Umgliederung | Groesbeek, Niederlande | |
| 01.07.1949 | Ennigerloh (1 ha) | Umgliederung | Kirchspiel Oelde | Beckum |
| 01.09.1949 | Herringhausen (55 ha) | Umgliederung | Lippstadt | Lippstadt |
| 00.00.1950 | Repelen-Baerl | Namensänderung | Rheinkamp | Moers |
| 01.04.1950 | Löhnen | Eingliederung | Voerde (Niederrhein) | Dinslaken |
| 01.04.1950 | Bermbeck Schweicheln | Zusammenschluss | Schweicheln-Bermbeck | Herford |
| 12.06.1950 | Lintel (9 ha) | Umgliederung | Wiedenbrück | Wiedenbrück |
| 01.07.1950 | Lünen (118 ha) Teile des OT Brambauer                                                                                                   | Umgliederung | Dortmund | – |
| 01.07.1950 | Dortmund (115 ha) Teile des OT Schwieringhausen                                                                                         | Umgliederung | Lünen | – |
| 01.07.1950 | Kirchspiel Dülmen kleine Gebietsteile                                                                                                   | Umgliederung | Rorup | Coesfeld |
| 19.12.1950 | Ehrsen-Breden (25 ha) | Umgliederung | Schötmar | Lemgo |
| 20.12.1950 | Namensänderung der Stadt M. Gladbach (München Gladbach) in M. Gladbach (Mönchen Gladbach)                                               | Namensänderung der Stadt M. Gladbach (München Gladbach) in M. Gladbach (Mönchen Gladbach)                                               | Namensänderung der Stadt M. Gladbach (München Gladbach) in M. Gladbach (Mönchen Gladbach)                                               | Namensänderung der Stadt M. Gladbach (München Gladbach) in M. Gladbach (Mönchen Gladbach)                                               |
| 00.00.1951 | Namensänderung des Landkreises Geilenkirchen-Heinsberg in Selfkantkreis Geilenkirchen-Heinsberg                                         | Namensänderung des Landkreises Geilenkirchen-Heinsberg in Selfkantkreis Geilenkirchen-Heinsberg                                         | Namensänderung des Landkreises Geilenkirchen-Heinsberg in Selfkantkreis Geilenkirchen-Heinsberg                                         | Namensänderung des Landkreises Geilenkirchen-Heinsberg in Selfkantkreis Geilenkirchen-Heinsberg                                         |
| 01.04.1951 | Baumberg | Eingliederung | Monheim | Düsseldorf-Mettmann |
| 01.04.1951 | Sümmern kleine Gebietsteile | Umgliederung | Hennen | Iserlohn |
| 01.04.1951 | Halingen (27 ha) | Umgliederung | Sümmern | Iserlohn |
| 01.04.1951 | Ossenberg Wallach | Eingliederung | Borth | Moers |
| 01.04.1951 | Altenbögge Bönen | Zusammenschluss | Altenbögge-Bönen | Unna |
| 01.06.1951 | Avenwedde (6 ha) | Umgliederung | Friedrichsdorf | Wiedenbrück |
| 01.04.1952 | Lintel (32 ha) | Umgliederung | Wiedenbrück | Wiedenbrück |
| 10.08.1952 | Niederjöllenbeck Oberjöllenbeck | Zusammenschluss | Jöllenbeck | Bielefeld |
| 10.08.1952 | Dalheim-Blankenrode | Auflösung | | Büren |
| 10.08.1952 | Dalheim-Blankenrode (1026 ha) OT Blankenrode                                                                                            | Neubildung | Blankenrode | Büren |
| 10.08.1952 | Dalheim-Blankenrode (980 ha) OT Dalheim                                                                                                 | Neubildung | Dalheim | Büren |
| 10.08.1952 | Dalheim-Blankenrode (904 ha) OT Elisenhof                                                                                               | Neubildung | Elisenhof | Büren |
| 10.08.1952 | Greven links der Ems Greven rechts der Ems                                                                                              | Eingliederung | Greven | Münster |
| 10.08.1952 | Gutsbezirk Sayn-Wittgenstein-Hohenstein (61 ha)                                                                                         | Umgliederung | Benfe | Wittgenstein |
| 10.08.1952 | Gutsbezirk Sayn-Wittgenstein-Hohenstein (3 ha)                                                                                          | Umgliederung | Kunst Wittgenstein | Wittgenstein |
| 15.10.1952 | Bühl (2 ha) | Umgliederung | Oberholzklau | Siegen |
| 01.10.1953 | Nordrheda-Ems (6 ha) | Umgliederung | Kirchspiel Oelde | Beckum |
| 01.12.1953 | Fellinghausen (1 ha) | Umgliederung | Kreuztal | Siegen |
| 01.04.1954 | Lendringsen (29 ha) | Umgliederung | Asbeck | Iserlohn |
| 01.04.1954 | Menden (10 ha) | Umgliederung | Lendringsen | Iserlohn |
| 23.09.1954 | Horn-Mielinghausen | Namensänderung | Horn-Millinghausen | Lippstadt |
| 01.04.1955 | Ausgliederung der Stadt Leverkusen aus dem Rhein-Wupper-Kreis 57 Landkreise, 37 kreisfreie Städte → 57 Landkreise, 38 kreisfreie Städte | Ausgliederung der Stadt Leverkusen aus dem Rhein-Wupper-Kreis 57 Landkreise, 37 kreisfreie Städte → 57 Landkreise, 38 kreisfreie Städte | Ausgliederung der Stadt Leverkusen aus dem Rhein-Wupper-Kreis 57 Landkreise, 37 kreisfreie Städte → 57 Landkreise, 38 kreisfreie Städte | Ausgliederung der Stadt Leverkusen aus dem Rhein-Wupper-Kreis 57 Landkreise, 37 kreisfreie Städte → 57 Landkreise, 38 kreisfreie Städte |
| 01.04.1955 | Altrhede | Eingliederung | Rhede | Borken |
| 01.04.1955 | Lippstadt (37 ha) | Umgliederung | Cappel bei Lippstadt | Lippstadt |
| 01.04.1955 | Isenstedt kleine Gebietsteile | Umgliederung | Frotheim | Lübbecke |
| 00.00.1956 | Böckenförde | Namensänderung | Bökenförde | Lippstadt |
| 01.04.1956 | Vlotho (10 ha) | Umgliederung | Valdorf | Herford |
| 01.04.1956 | Valdorf (52 ha) | Umgliederung | Vlotho | Herford |
| 01.04.1956 | Rietberg (19 ha) | Umgliederung | Druffel | Wiedenbrück |
| 01.04.1956 | Druffel (19 ha) | Umgliederung | Rietberg | Wiedenbrück |
| 01.10.1956 | Oestrich (415 ha) | Umgliederung | Iserlohn | – |
| 01.10.1956 | Sankt Mauritz (658 ha) | Umgliederung | Münster | – |
| 01.10.1956 | Epprath Morken-Harff | Eingliederung | Kaster | Bergheim (Erft) |
| 01.10.1956 | Gartnisch (41 ha) | Umgliederung | Halle (Westfalen) | Halle (Westfalen) |
| 01.10.1956 | Hinnenburg (305 ha) | Umgliederung | Bökendorf | Höxter |
| 01.10.1956 | Lössel | Eingliederung | Letmathe | Iserlohn |
| 01.10.1956 | Oestrich (1865 ha) | Umgliederung | Letmathe | Iserlohn |
| 01.10.1956 | Nottuln (341 ha) | Umgliederung | Appelhülsen | Münster |
| 01.10.1956 | Altenbödingen Happerschoß | Eingliederung | Lauthausen | Siegkreis |
| 01.10.1956 | Nordrheda-Ems (7 ha) | Umgliederung | Rheda | Wiedenbrück |
| 01.10.1956 | Gutsbezirk Sayn-Wittgenstein-Berleburg (42 ha)                                                                                          | Umgliederung | Birkelbach | Wittgenstein |
| 19.12.1956 | Ehrsen-Breden (27 ha) | Umgliederung | Schötmar | Lemgo |
| 01.01.1957 | Oesterholz OT Haustenbeck | Umgliederung | Haustenbeck | Detmold |
| 01.01.1957 | Fabbenstedt (5 ha) | Umgliederung | Espelkamp | Lübbecke |
| 01.04.1957 | Haustenbeck Oesterholz | Zusammenschluss | Oesterholz-Haustenbeck | Detmold |
| 01.04.1957 | Mackenbruch Währentrup | Zusammenschluss | Helpup | Lemgo |
| 01.04.1957 | Wellentrup (69 ha) | Umgliederung | Helpup | Lemgo |
| 01.04.1957 | Werl-Aspe (6 ha) | Umgliederung | Schötmar | Lemgo |
| 01.04.1957 | Schötmar (8 ha) | Umgliederung | Werl-Aspe | Lemgo |
| 01.04.1957 | Kirchspiel Wolbeck | Eingliederung | Wolbeck | Münster |
| 01.04.1957 | Kirchwelver Meyerich | Zusammenschluss | Welver | Soest |
| 01.07.1957 | Senne I (15 ha) | Umgliederung | Brackwede | Bielefeld |
| 01.04.1957 | Brackwede kleine Gebietsteile | Umgliederung | Senne I | Bielefeld |
| 10.09.1957 | Neuhaus | Namensänderung | Schloß Neuhaus | Paderborn |
| 00.00.1958 | Westernkotten | Namensänderung | Bad Westernkotten | Lippstadt |
| 01.01.1958 | Sieveringen kleine Gebietsteile | Umgliederung | Gerlingen | Soest |
| 01.04.1958 | Vreden (58 ha) | Umgliederung | Ammeloe | Ahaus |
| 01.04.1958 | Ammeloe (23 ha) | Umgliederung | Vreden | Ahaus |
| 01.04.1958 | Wiedenfeld | Eingliederung | Bergheim (Erft) | Bergheim (Erft) |
| 01.04.1958 | Niederntudorf (12 ha) | Umgliederung | Oberntudorf | Büren |
| 01.04.1958 | Hörste (15 ha) | Umgliederung | Augustdorf | Detmold |
| 01.04.1958 | Grieth OT Grietherort | Neubildung | Grietherort | Rees |
| 28.08.1958 | Bildchen, Belgien Raeren, Belgien aus Lichtenbusch                                                                                      | Umgliederung | Aachen | – |
| 28.08.1958 | Kalterherberg, Belgien OT Kalterherberg Teile von Leykaul                                                                               | Umgliederung | Kalterherberg | Monschau |
| 28.08.1958 | Manderfeld, Belgien Teile von Losheim                                                                                                   | Umgliederung | Losheim | Schleiden |
| 28.08.1958 | Manderfeld, Belgien Teile von Udenbreth                                                                                                 | Umgliederung | Udenbreth | Schleiden |
| 01.10.1958 | Ostenland (373 ha) | Umgliederung | Hövelhof | Paderborn |
| 01.10.1958 | Sohlbach (Amt Weidenau) (1 ha) | Umgliederung | Klafeld | Siegen |
| 01.01.1959 | Lieberhausen (3 ha) | Umgliederung | Drolshagen-Land | Olpe |
| 01.04.1959 | Kirchspiel Ramsdorf | Eingliederung | Ramsdorf | Borken |
| 01.07.1959 | Kesbern (17 ha) | Umgliederung | Altena | Altena |
| 01.10.1959 | Vardingholt (32 ha) | Umgliederung | Rhede | Borken |
| 01.10.1959 | Asseln (1 ha) | Umgliederung | Herbram | Büren |
| 01.10.1959 | Welper (2 ha) | Umgliederung | Blankenstein | Ennepe-Ruhr-Kreis |
| 00.00.1960 | Drabenderhöhe | Namensänderung | Bielstein | Oberbergischer Kreis |
| 01.01.1960 | Rhede (17 ha) | Umgliederung | Krechting | Borken |
| 01.01.1960 | Krechting kleine Gebietsteile | Umgliederung | Rhede | Borken |
| 01.01.1960 | Oberstüter (4 ha) | Umgliederung | Bredenscheid-Stüter | Ennepe-Ruhr-Kreis |
| 01.01.1960 | Bredenscheid-Stüter (5 ha) | Umgliederung | Oberstüter | Ennepe-Ruhr-Kreis |
| 01.04.1960 | Nachrodt-Wiblingwerde (60 ha) | Umgliederung | Altena | Altena |
| 01.04.1960 | Neheim-Hüsten (15 ha) | Umgliederung | Bruchhausen | Arnsberg |
| 01.04.1960 | Versmold (7 ha) | Umgliederung | Peckeloh | Halle (Westfalen) |
| 01.04.1960 | Peckeloh (4 ha) | Umgliederung | Versmold | Halle (Westfalen) |
| 01.04.1960 | Borken Gebietsteile | Umgliederung | Hoxfeld | Borken |
| 01.09.1960 | Bredelar (66 ha) | Umgliederung | Madfeld | Brilon |
| 01.09.1960 | Bruckhausen Bucholtwelmen | Eingliederung | Hünxe | Dinslaken |
| 01.09.1960 | Hitdorf | Eingliederung | Monheim | Düsseldorf-Mettmann |
| 01.09.1960 | Niedersprockhövel Obersprockhövel | Zusammenschluss | Sprockhövel | Ennepe-Ruhr-Kreis |
| 11.10.1960 | Namensänderung der Stadt M. Gladbach in Mönchengladbach                                                                                 | Namensänderung der Stadt M. Gladbach in Mönchengladbach                                                                                 | Namensänderung der Stadt M. Gladbach in Mönchengladbach                                                                                 | Namensänderung der Stadt M. Gladbach in Mönchengladbach                                                                                 |
| 01.12.1960 | Bockenbach Stendenbach | Eingliederung | Eichen | Siegen |
| 01.04.1961 | Holzhausen (1 ha) | Umgliederung | Schötmar | Lemgo |
| 01.08.1961 | Berzdorf | Eingliederung | Wesseling | Köln |
| 01.10.1961 | Nottuln (79 ha) | Umgliederung | Schapdetten | Münster |
| 01.12.1961 | Valdorf (10 ha) | Umgliederung | Exter | Herford |
| 31.12.1961 | Babenhausen (54 ha) | Umgliederung | Bielefeld | – |
| 31.12.1961 | Coesfeld (4 ha) | Umgliederung | Kirchspiel Coesfeld | Coesfeld |
| 01.01.1962 | Westenholz (3 ha) | Umgliederung | Moese | Wiedenbrück |
| 01.10.1962 | Lindenberg (2 ha) | Umgliederung | Alchen | Siegen |
| 01.10.1962 | Alchen (3 ha) | Umgliederung | Lindenberg | Siegen |
| 31.12.1962 | Schröttinghausen (85 ha) | Umgliederung | Häger | Halle (Westfalen) |
| 31.12.1962 | Häger (83 ha) | Umgliederung | Schröttinghausen | Halle (Westfalen) |
| 31.12.1962 | Rotenhagen (43 ha) Schröttinghausen (35 ha)                                                                                             | Umgliederung | Werther (Westfalen) | Halle (Westfalen) |
| 31.12.1962 | Wendlinghausen (23 ha) | Umgliederung | Bega | Lemgo |
| 01.01.1963 | Werdohl (25 ha) | Umgliederung | Neuenrade | Altena |
| 01.01.1963 | Neuenrade (22 ha) | Umgliederung | Werdohl | Altena |
| 01.01.1963 | Isingdorf (1 ha) | Umgliederung | Kirchdornberg | Bielefeld |
| 01.01.1963 | Altena kleine Gebietsteile | Umgliederung | Evingsen | Iserlohn |
| 01.01.1963 | Schlüsselburg OT Wasserstraße | Ausgliederung | Wasserstraße | Minden |
| 01.01.1963 | Breberen Schümm | Zusammenschluss | Breberen-Schümm | Selfkantkreis Geilenkirchen-Heinsberg                                                                                                   |
| 01.01.1963 | Gangelt Gebietsteile | Umgliederung | Breberen-Schümm | Selfkantkreis Geilenkirchen-Heinsberg                                                                                                   |
| 01.06.1963 | Klafeld | Namensänderung | Geisweid | Siegen |
| 01.08.1963 | Dinxperlo, Niederlande (49 ha) | Umgliederung | Suderwick | Borken |
| 01.08.1963 | Drostambt Elten, Niederlande | Umgliederung | Elten | Rees |
| 01.08.1963 | Drostambt Tudderen, Niederlande | Auflösung | | |
| 01.08.1963 | Drostambt Tudderen, Niederlande Havert                                                                                                  | Umgliederung | Havert | Selfkantkreis Geilenkirchen-Heinsberg                                                                                                   |
| 01.08.1963 | Drostambt Tudderen, Niederlande Hillensberg                                                                                             | Umgliederung | Hillensberg | Selfkantkreis Geilenkirchen-Heinsberg                                                                                                   |
| 01.08.1963 | Drostambt Tudderen, Niederlande Höngen                                                                                                  | Umgliederung | Höngen | Selfkantkreis Geilenkirchen-Heinsberg                                                                                                   |
| 01.08.1963 | Drostambt Tudderen, Niederlande Millen                                                                                                  | Umgliederung | Millen | Selfkantkreis Geilenkirchen-Heinsberg                                                                                                   |
| 01.08.1963 | Drostambt Tudderen, Niederlande Süsterseel                                                                                              | Umgliederung | Süsterseel | Selfkantkreis Geilenkirchen-Heinsberg                                                                                                   |
| 01.08.1963 | Drostambt Tudderen, Niederlande Tüddern                                                                                                 | Umgliederung | Tüddern | Selfkantkreis Geilenkirchen-Heinsberg                                                                                                   |
| 01.08.1963 | Drostambt Tudderen, Niederlande Wehr | Umgliederung | Wehr | Selfkantkreis Geilenkirchen-Heinsberg                                                                                                   |
| 11.12.1963 | Wellentrup | Namensänderung | Kachtenhausen | Lemgo |
| 00.00.1964 | Bergisch-Neukirchen | Namensänderung | Bergisch Neukirchen | Rhein-Wupper-Kreis |
| 01.01.1964 | Bergheim (125 ha) Steinheim (140 ha) Vinsebeck (179 ha)                                                                                 | Neubildung | Vordereichholz | Höxter |
| 01.01.1964 | Geyen | Eingliederung | Brauweiler | Köln |
| 01.01.1964 | Nordwalde (44 ha) | Umgliederung | Greven | Münster |
| 01.01.1964 | Oberfischbach (1 ha) | Umgliederung | Niederndorf | Siegen |
| 01.01.1964 | Niederndorf (1 ha) | Umgliederung | Oberfischbach | Siegen |
| 01.01.1964 | Ostbüderich Westbüderich | Zusammenschluss | Büderich (Westfalen) | Soest |
| 01.01.1964 | Kirchspiel Freckenhorst (17 ha) | Umgliederung | Freckenhorst | Warendorf |
| 01.07.1964 | Krombach (3 ha) | Umgliederung | Eichen | Siegen |
| 01.07.1964 | Eichen (1 ha) | Umgliederung | Krombach | Siegen |
| 01.08.1964 | Almsick Estern-Büren Hengeler-Wendfeld Hundewick Wessendorf                                                                             | Zusammenschluss | Kirchspiel Stadtlohn | Ahaus |
| 01.08.1964 | Elfgen Gebietsteile | Umgliederung | Garzweiler | Grevenbroich |
| 01.08.1964 | Elfgen | Eingliederung | Grevenbroich | Grevenbroich |
| 01.08.1964 | Elfgen Gebietsteile | Umgliederung | Gustorf | Grevenbroich |
| 01.08.1964 | Dorfbauerschaft | Eingliederung | Delbrück | Paderborn |
| 01.08.1964 | Ardey Dellwig | Eingliederung | Langschede | Unna |
| 01.10.1964 | Wormbach (96 ha) | Umgliederung | Oberkirchen | Meschede |
| 28.10.1964 | Liemke | Namensänderung | Schloß Holte | Wiedenbrück |
| 01.10.1964 | Borgholzhausen (1 ha) | Umgliederung | Barnhausen | Halle (Westfalen) |
| 01.10.1964 | Barnhausen (1 ha) | Umgliederung | Borgholzhausen | Halle (Westfalen) |
| 01.01.1965 | Brake (56 ha) | Umgliederung | Bielefeld | – |
| 01.01.1965 | Gutsbezirk Sayn-Wittgenstein-Berleburg                                                                                                  | Auflösung | | Wittgenstein |
| 01.01.1965 | Gutsbezirk Sayn-Wittgenstein-Berleburg (556 ha)                                                                                         | Umgliederung | Aue | Wittgenstein |
| 01.01.1965 | Gutsbezirk Sayn-Wittgenstein-Berleburg (378 ha)                                                                                         | Umgliederung | Berghausen | Wittgenstein |
| 01.01.1965 | Gutsbezirk Sayn-Wittgenstein-Berleburg (1754 ha)                                                                                        | Umgliederung | Berleburg | Wittgenstein |
| 01.01.1965 | Gutsbezirk Sayn-Wittgenstein-Berleburg (209 ha)                                                                                         | Umgliederung | Birkefehl | Wittgenstein |
| 01.01.1965 | Gutsbezirk Sayn-Wittgenstein-Berleburg(826 ha)                                                                                          | Umgliederung | Birkelbach | Wittgenstein |
| 01.01.1965 | Gutsbezirk Sayn-Wittgenstein-Berleburg (26 ha)                                                                                          | Umgliederung | Diedenshausen | Wittgenstein |
| 01.01.1965 | Gutsbezirk Sayn-Wittgenstein-Berleburg (1260 ha)                                                                                        | Umgliederung | Girkhausen | Wittgenstein |
| 01.01.1965 | Gutsbezirk Sayn-Wittgenstein-Berleburg (28 ha)                                                                                          | Umgliederung | Mollseifen | Wittgenstein |
| 01.01.1965 | Gutsbezirk Sayn-Wittgenstein-Berleburg (607 ha)                                                                                         | Umgliederung | Schüllar | Wittgenstein |
| 01.01.1965 | Gutsbezirk Sayn-Wittgenstein-Berleburg (293 ha)                                                                                         | Umgliederung | Wemlighausen | Wittgenstein |
| 01.01.1965 | Gutsbezirk Sayn-Wittgenstein-Berleburg (2113 ha)                                                                                        | Umgliederung | Wingeshausen | Wittgenstein |
| 01.01.1965 | Gutsbezirk Sayn-Wittgenstein-Berleburg (206 ha)                                                                                         | Umgliederung | Womelsdorf | Wittgenstein |
| 01.01.1965 | Gutsbezirk Sayn-Wittgenstein-Berleburg (58 ha)                                                                                          | Umgliederung | Wunderthausen | Wittgenstein |
| 14.05.1965 | Senne II | Namensänderung | Sennestadt | Bielefeld |
| 01.07.1965 | Varensell kleine Gebietsteile | Umgliederung | Neuenkirchen | Wiedenbrück |
| 01.07.1965 | Neuenkirchen kleine Gebietsteile | Umgliederung | Varensell | Wiedenbrück |